# Spodoptera hennia
Spodoptera hennia là một loài bướm đêm trong họ Noctuidae.